# François Joseph Derouet
François Joseph Derouet (né à Tours le 4 décembre 1773 et mort dans la même ville le 20 novembre 1860), dit Derouet-Picault, est un militaire, polytechnicien, homme politique et botaniste tourangeau.

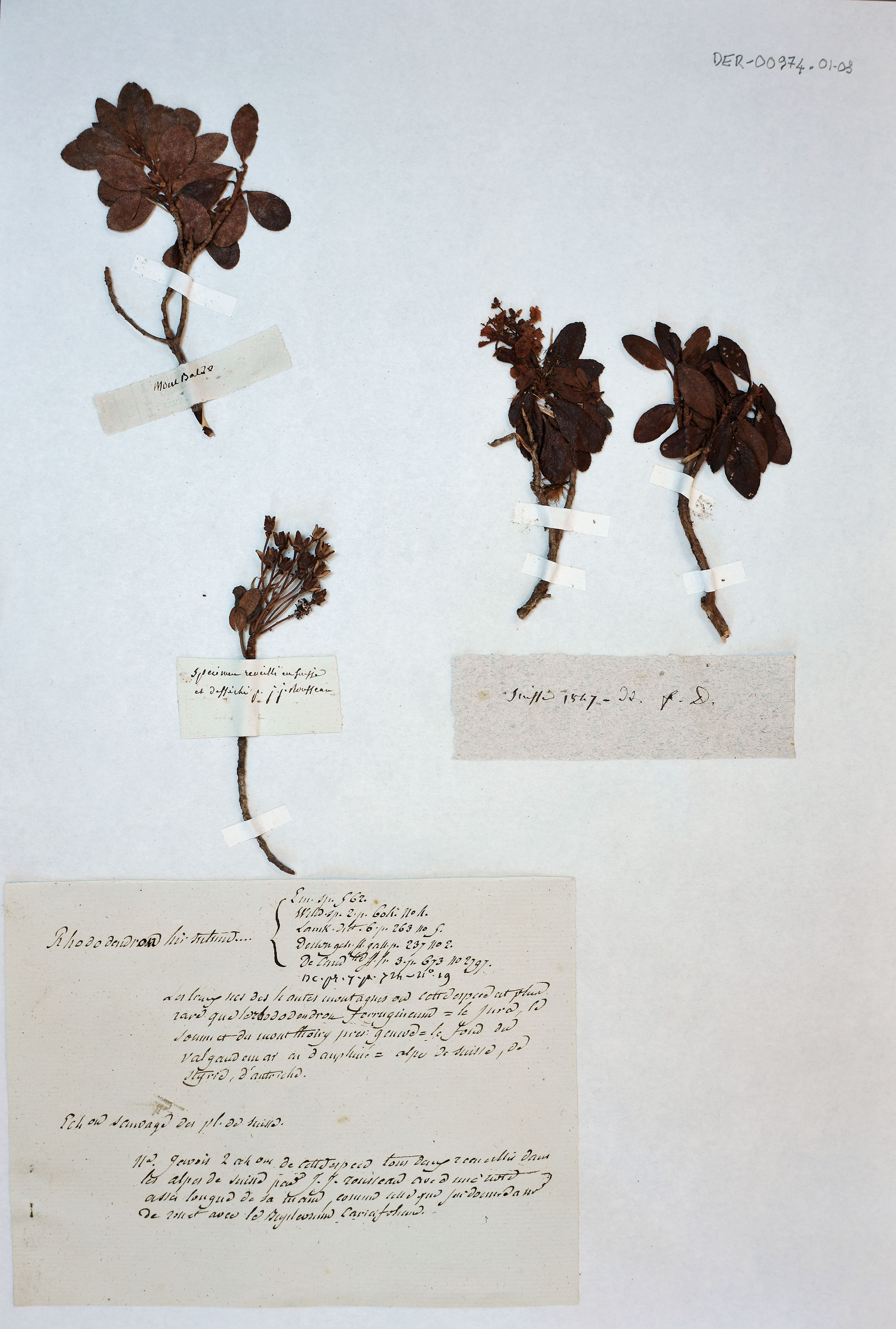
Planche de l'Herbier Derouet. Un des échantillons de Rhododendron hirsutum a été récolté par Jean-Jacques Rousseau (en bas à gauche sur la photo).

## Biographie

### Une famille d'architectes
François Joseph Derouet, né à Tours le 4 décembre 1773, est le fils de Marie-Josephe-Flore de Granolach et de François Derouet (1738-1811), né et mort à Tours, qui avait succédé à son propre père en qualité d'architecte-entrepreneur des ouvrages du Roi. Après la Révolution, François est également capitaine du Génie, premier adjoint au maire de Tours et siège au Conseil général d'Indre-et-Loire dès la création de celui-ci. En 1791, à la suite de la suppression des ordres religieux et de la liquidation de leurs biens, il acquiert la Ferme de Meslay.
François Derouet est l'architecte de la transformation du couvent de la Visitation en hôtel de la préfecture de 1804 à 1811. Il ajoute à la façade sud, donnant sur le jardin, un péristyle néoclassique, à fronton triangulaire, dans le style des bâtiments officiels de son époque. En 1805-1806, il construit dans l'avant-cour de la préfecture, à l'emplacement de l'église des visitandines rasée en 1803, un petit bâtiment annexe, également néo-classique, avec un péristyle à quatre colonnes doriques sous un fronton triangulaire.

### Polytechnicien, notable et botaniste
François Joseph Derouet et son frère Frédéric (1779-1861) furent membres du corps du génie et prirent part aux guerres de la Révolution et de l’Empire. Selon son biographe Tourlet, François Joseph entre à l’École polytechnique et en sort lieutenant du génie le 1er août 1793. Il est capitaine le 26 frimaire an II. En 1806, alors qu'il est en garnison à Versailles, en tant que capitaine dans le corps impérial du génie des armées de l’empire français, il se marie à Tours avec Claire Picault (1775-1855),,. Il quitte ensuite l’armée et devient directeur des contributions indirectes à Rodez, puis revient en Touraine, où il meurt le 20 novembre 1860 à Tours,.
Botaniste, membre de la Société d'agriculture, sciences, arts et belles-lettres du département d'Indre-et-Loire, maire de Rochecorbon, François Joseph habitait, avec son frère Frédéric, la propriété du Rosnay à Rochecorbon, qu'il avait acquise en 1817,. Retraités de l’armée, ils se consacrèrent à l’agriculture et s'intéressent notamment aux engrais verts, préconisant l'enfouissement du trèfle. Frédéric, ancien commandant du génie, épousa la fille de Jean Prudent Bruley, président du Conseil général, et fut lui-même conseiller général du canton de Vouvray. Son fils, prénommé également Frédéric (1811-1875) et lui-même botaniste, hérita de l’herbier de François Joseph.
François Joseph Derouet, surnommé Derouet-Picault ou Derouet l'aîné pour le distinguer de son frère, a beaucoup exploré les environs de Tours et de Vouvray pour alimenter son herbier.

## Œuvres
François Joseph Derouet est co-auteur, avec Félix Dujardin, Jean Bernard Toussaint Jacquemin-Bellisle et Pierre-Médard Diard, de la première flore de Touraine, la Flore complète de l'Indre publiée à Tours en 1833,.
L'herbier Derouet contient des plantes datant de 1761 à 1860. Légué par Frédéric Derouet (le neveu de François Joseph Derouet) à la ville de Tours, il est en partie conservé à l'Université de Tours, avec environ 6000 planches, à la bibliothèque du Campus de Grandmont.